# كلايتون هي
كلايتون هي هو سياسي أمريكي، ولد في 14 مارس 1953 في سينت كروا في الولايات المتحدة. نشط حزبياً في الحزب الديمقراطي. وقد انتخب عضو مجلس ولاية هاواي ‏.